# La Ilustración Ibérica
La Ilustración Ibérica va ser una revista editada entre el 1883 i el 1898. Era un setmanari científic, literari i artístic editada per Ramón Molinas i dirigida pel notable metge, literari i crític d'art Alfredo Opisso i Vinyas; i tal com deia al prospecte de la present publicació "Redactat pels més prestigiosos escriptors d'Espanya i Portugal i il·lustrat pels millors artistes de l'univers".
La revista es distribuïa per Espanya, Portugal, Cuba, Puerto Rico i l'estranger. Dirigida a un públic de classe mitjana alta, una burgesia espanyola i hispà-americana, i que estava ben acceptada pel públic femení. En els seus inicis estava formada per vuit pàgines i posteriorment per setze, arribant a publicar un total de 835 nombres sempre d'estructura similar.
La ilustración Ibérica no només es va mantenir en la labor de les revistes il·lustrades sinó que es va ocupar de recollir les preocupacions culturals i socials de determinats estaments socials, utilitzant les il·lustracions i gravats com a autèntics reportatges actuals. A més mostrava una visió completament ample de contrastos principalment entre Espanya i França quant a societat i cultura, concretament entre Madrid i París.
Va innovar gràcies a les seves publicacions culturals, socials i artístiques, publicant una abundant informació il·lustrada de l'Exposició que es va realitzar a París en el 1889, comptant amb gravats centrats en les arts industrials de Juan Yehil, l'arquitectura, comunicacions o descobriments científics, que revelessin la intenció de progrés.
La revista dedicarà la major part del seu contingut a mostrar reproduccions de gravats i obres d'artistes contemporanis. L'interès d'aquesta revista se centrava principalment en l'art europeu, tant acadèmic com a oficial, amb quadres de Bouguereau o Greuze apareixen amb freqüència o del prerrafaelisme britànic així com representants del simbolisme. La crítica de l'època reflecteix la tendència d'aquest segle cap a l'idealisme i el realisme, amb crítics con Álvarez de Sestri. A més d'escenes costumistes com les de Jean-François Millet o Gustave Boulager.

## Cronologia
La Ilustración Ibérica fou un setmanàri científic, artístic i literari. El primer exemplar el trobem datat del (13 de gener de 1883) i des d'aquest fins al darrer exemplar (num.835) i publicat un (31 de desembre de 1898) s'editaven a establecimiento editorial Ramón Molinas al (C/Villaroel num. 17 de Barcelona) i que canviarà de seu cap a la (Plaça Tetuan num. 50 de Barcelona). Després d'aquests setze anys de revistes ininterrompudes, al darrer exemplar es publica un comiat que diu així: "Diez y séis años de constantes relaciones con el público que tanto nos ha alentado con su apoyo, no pueden menos de haber creado una corriente de noble estimación que no podemos interrumpir, aunque sea por limitado período, sin profundo sentimiento. Deseos de introducir en La Ilustración Ibérica importantísimas modificaciones que la colocan al nivel de los más recientes perfeccionamentos en su género, nos vemos, en efecto, obligados a suspender temporalmente su publicación, mientras completamos la reunión de los elementos necesarios a nuestro objeto, en la confianza de que las personas que hasta el presente nos han prestado su valioso concurso habrán de quedar plenamente satisfechas al ver las condiciones en que reaparecerá este semanario, mientras lo cual sólo nos resta hacer presente nuestro más cordial agradecimiento a cuantos nos han honrado con su colaboración y al público que tan decidido favor nos ha dispensado siempre."

## Fundadors, directors i col·laboradors
Director
- Alfredo Opisso (Tarragona, 1847 – Barcelona, 1924)]

Editor
- Ramón Molinas

Col·laboradors més rellevants
- Adolfo Marsillach
- Antonia Opisso (Tarragona 1853 – Barcelona 1929.
- Antonio Cánovas del Castillo (Madrid 1828 – Mondragón 1897).
- Antonio Sánchez Pérez.
- Benito Pérez Galdós (Las Palmas de Gran Canaria 1843 - Madrid, 1920).
- Emilia Pardo Bazán (A Coruña 1851 – Madrid 1921).
- Francesc Pi i Margall (Barcelona 1824 – Madrid 1901).
- Gaspar Núñez de Arce (Valladolid 1834 – Madrid 1903).
- Isidoro Fernández Flórez (Madrid 1840 – Madrid 1902).
- José Echegaray (Madrid 1832 – Madrid 1916).
- José Gutierrez Abascal ‘Kasabal' (1852 - 1907).
- José Zorrilla (Valladolid 1817 – Madrid 1893).
- Leopoldo Alas (Zamora, 1852 – Oviedo 1901).
- Manuel Palacio (Lleida 1831 - Madrid 1906).
- Pompeu Gener (Barcelona 1848 – Barcelona 1920).
- Rafael Altamira y Crevea (Alacant 1866 - Mèxic DF 1951).
- Ramón de Campoamor (Navia, Asturies 1817 – Madrid 1901).
- Ricardo Blanco Asenjo (Burgos 1847 – Marzo 1897).
- Teófilo Braga (Portugal 1843 – Lisboa 1924).

## Preus i zones de distribució

### Preus del primer any
| Zona de distribució                       | Preu                          |
| ----------------------------------------- | ----------------------------- |
| Espanya i Portugal                        | un any, 7,50 ptes             |
|                                           | un exemplar sol, 0,15 ptes    |
| Resta continent Europeu                   | un any, 12'50 ptes            |
| Cuba i Puerto-Rico                        | un any, 3 pesos d' or         |
| Amèrica i fora de les Antilles espanyoles | preu fixat pels distribuïdors |

### Preus fixats a partir del primer exemplar de l'any 1885
| Zona de distribució                       | Preu                                       |
| ----------------------------------------- | ------------------------------------------ |
| Espanya                                   | un any, 12 ptes                            |
|                                           | un exemplar sol, 0'25 ptes                 |
|                                           | un semestre, 6'50 ptes                     |
| Portugal                                  | subscripció pagada setmanalment de 50 reis |
| Resta continent Europeu                   | un any, 18 ptes                            |
| Cuba i Puerto-Rico                        | un any, 5 pesos d' or                      |
| Amèrica i fora de les Antilles espanyoles | preu fixat pels distribuïdors              |

## Descripció gràfica

### Format
El format del paper podem observar com no és un format estantaritzat doncs és una publicació anterior a l'any 1922 i, per tant, a la norma DIN 476 del Deutsches Institut für Normung (Institut Alemany de Normalització) desenvolupada per l'enginyer Dr. Walter Porstmann; i és per aquest motiu pel qual observarem mesures que aniran variant fora de cap patró establert. Podem deduir tres etapes diferenciables del format de l'esmenada publicació setmanal.
| Primera etapa | Segona etapa | Tercera etapa |
| --- | --- | --- |
| En aquesta primera etapa es publicaran cinquanta-dos setmanaris que integraran els textos científics, artístics i literaris amb il·lustracions o gravats de gran riquesa. Presentarà un canvi de logotip que s' estrenarà al capçal de la portada de la revista (num.15) publicada a Barcelona un (14 d'abril de 1883). El text és a dos columnes dividides per una línia vertical que les separa. El caràcter de la lletra destaca per tenir serifes que fan una lectura molt més agradable ja que la mida és més aviat petita. Distribuïts entre el text hi ha disposats amb molt bon gust gravats que poden o no tenir relació amb el text que acompanyen. En general presenta unes il·lustracions relacionades amb els textos que es publiquen. Mostren cert interès per la cultura del sud de la península, amb les mantellines, les gitanes i també pel tema de la doctrina de l'art. La presentació de la revista serà força clàssica i cada exemplar estava format per nou pàgines de les quals la central era un gravat a doble pàgina. A diferència de les etapes posteriors durant el primer any de publicació del setmanari no hi trobarem cap tipus d' anunci publicitari. | Etapa que comença amb l'exemplar (num. 54) publicat un (12 de gener de 1884) a l'editorial del (C/Villaroel num. 17 de Barcelona). És en aquest període on s'observarà el pas d'una revista de format més aviat clàssic a una de format molt més dinàmic. Als primers exemplars de l'any ja s' introdueix una tercera columna de text per pàgina que novament se separen entre si amb una franja vertical. El caràcter de la lletra destaca per tenir serifes que fan una lectura molt més agradable ja que la mida és més aviat petita. Distribuïts entre el text hi ha disposats amb molt bon gust gravats que poden o no tenir relació amb el text que acompanyen. En general, les il·lustracions que acompanyaran al text destacaran per ser vistes de ciutats espanyoles o de ruïnes de l'antiguitat; i també representacions de quadres dels grans autors del moment. Seguirem trobant gran nombre de gravats que cap als exemplars de la dècada dels noranta podrem començar a trobar policromats en lloc del tradicional blanc i negre tant a les portades com als gravats que ocupen les pàgines dobles centrals. A banda s' anirà consolidant cada cop amb més freqüència un exemplar que passarà de les nou pàgines a les setze. Per altra banda s' incorpora la publicitat que en trimer lloc anirà intercalada entre els articles i que posteriorment es destinarà únicament a la darrera pàgina del setmanari. Val a destacar la enginyosa publicitat que feien d'una marca de sabó que trobarem fins al final de l'edició del sabó de la saboneria de Victor Vaissier de París sota anomenat: Jabón de los príncipes del Congo. | Els setmanaris que trobarem durant el darrer any en què La Ilustración Ibérica fou publicada destacaran per la riquesa dels seus textos i per la combinació acurada del gravat amb la fotografia retallada per acompanyar els textos. Veurem la consolidació del format de text dividit en tres columnes que ja no estaran separades per seccions verticals com a les dues etapes anteriors. Novament com en els altres períodes anteriors el caràcter de la lletra destaca per tenir serifes que fan una lectura molt més agradable ja que la mida és més aviat petita. Els títols però estaran escrits amb lletres capitals, de pal i d'una mida bastant superior. Distribuïts entre el text hi ha disposats amb molt bon gust gravats que novament poden o no tenir relació amb el text que acompanyen i per altra banda es consolida l' ús de la fotografia en blanc i negre (o en alguns casos les de cos sencer les trobem policromades) retallades i distribuïdes entre el text. La publicitat s' haurà destinat (com ja haurem vist en els darrers exemplars de l'anterior etapa) a la darrera pàgina del setmanari. Aquesta anuncia literatura (la Bíblia, llibres de la Biblioteca de La Ilustración Ibérica, etc.); artícles de drogueria (cosmètics de l'encara vigent marca francesa Guerlain, perfums, tints per al cabell, tònics capil·lars, etc.); y productes de farmàcia com (sopes nutritives, suplements de ferro, xarops, vi, etc.). |
| | - Pàgina (num. 26) de l'exemplar (num. 54) del setmanari científic, artístic i literari de La Ilustración Ibérica (12 de gener de 1884) - Enginyós anunci de la saboneria de Victor Vaissier de París publicat entre els articles de La Ilustración Ibérica - Fotografia en blanc i negre policromada de l'actriu Sarah Bernardht interpretant a Cleòpatra que trobem a la revista (num.547) del juny de 1893 | - Format model del setmanari científic, artístic i literari de La Ilustración Ibérica durant la seva última etapa de venda. Exemplar (num. 783) publicat a Barcelona un (1 de gener de 1898) - Pàgina de publicitat de La Ilustración Ibérica |

### Portada
La portada que ha emprat el setmanari destaca per haver-se mantingut sempre fidel a un mateix patró compositiu.
Aquest patró ha sigut: logotip de la revista ocupant la part superior; sota d'aquest logotip hi apareixerà sempre una taula de preus (ja que com hem pogut observar el setmanari científic, artístic i literari es venia a Espanya, Portugal, Cuba i Puerto Rico); i finalment ocupant la resta de la plana hi trobarem generalment un gravat en blanc i negre que tindrà o no relació amb el contingut i que en comptades ocasions el trobarem policromat. L'estil d'aquests gravats també evolucionarà doncs cal recordar que quan té lloc contemporàniament a la revista la Guerra de Cuba i el Gran atemptat del Liceu (novembre de 1894) hi haurà gravats que ens els il·lustraran que destacaran per l'energia dels traços. En aquests gravats inicials veurem com es passa d'il·lustrar grans obres d'art clàssiques i contemporànies a retratar sobretot en els darrers anys artistes del folklore espanyol (com ara el de Dña. Maria Tubau de Palencia) ballant o interpretant danses clàssiques.
Com podem observar a continuació, cal dir també que la revista ha anat canviant el logotip al llarg dels setze anys que va ser publicada. Podem observar una clara evolució com passen d'un estil més barroc i patriòtic (utilitzant bustos de reconeguts literats espanyols i imatges d'arquitectures del país) a un estil més lleuger i estilitzat que identificarem com el modernisme més primitiu (amb la utilització de lletres amb serifes recargolades). Com hem dit, aquest logotip anirà sempre a la part superior de la portada del setmanari i, per tant, a mesura que es va estilitzant i ocupant menys espai l'anirà guanyant el gravat que val a dir que a les darreres publicacions en comptades ocasions es podrà substituir per una fotografia de l'època.
| Primer tipus de portada | Darrer tipus de portada |
| ----------------------- | ----------------------- |
|                         |                         |

### Evolució del logotip
|  | És el logotip inicial de la revista i que només el trobarem en les primeres catorze publicacions. Destaca la presència d'una estructura arquitectònica on hi ha disposats els busts de Louis Camoens, el que fou escriptor i poeta portuguès; a l'espai central hi ha disposat el bust de Miguel de Cervantes, novel·lista, poeta i dramaturg espanyol; i en darrer lloc hi ha el bust d'Homer, escriptor grec al qual se li ha atribuït l'autoria de les principals poesies èpiques gregues com són la Ilíada i l'Odissea. Sota els busts hi ha disposat un medalló que conté les paraules: lletres, arts i ciències; i tapat per les lletres capitals del nom de la revista, descobrim també que dins el mateix medalló hi ha la data de 1883 i que coincideix amb l'any d' inauguració del setmanari. A la dreta de la composició hi ha una figura femenina que porta el pit descobert i sosté amb la mà dreta unes fulles de llorer que recauen sobre el bust d'Homer. Als seus peus hi ha disposats diferents elements com ara una paleta de pintor, rotlles de paper, fruites, flors i fins i tot hi podem apreciar darrera l'escut que sosté amb la mà esquerra la figura femenina un capitell clàssic d'orde corinti. |
|  | Aquest logotip el podem trobar a partir de la revista num.15 que va sortir a la venda el (14 d'abril de 1883) i el trobarem a les quaranta publicacions següents. Al centre de la composició trobem una figura femenina vestida que porta un rotlle de paper que recolza sobre una peça que aguanta amb les cames. Està seguda en un tron de braços amb forma d'animal i l'emmarca una estructura arquitectònica amb forma de circumferència. La flanquegen dos amorets un que sosté un llibre i un altre que sembla que estigui barrejant pigments sobre una paleta de pintor. Hi ha una sèrie d'elements que emmarquen l'escena (lira, càmera fotogràfica, llibres, telescopi, globus terraqüi, etc.). A banda i banda de la composició hi ha dos trompeters. Un d' ells conté l'escut de Castella i Lleó, i l'altre sosté l'escut de Portugal. Al darrere hi ha una sèrie d'arquitectures. Una d'elles sembla el Palau Reial de Madrid i la segona sembla una catedral gòtica i que podria ser la Catedral de Burgos. |
|  | Aquest és el logotip que emprarà el setmanari des del primer exemplar del gener de 1884 (num.54) fins al (num.419) del (10 de gener de 1891) i només serà interromput en una ocasió pel setmanari del (22 de març de 1884). Podem observar com darrera el text de "La Ilustración Ibérica" trobem a banda i banda a ma esquerra l'escut de Portugal i a la banda dreta l'escut d'Espanya, acompanyats de fulles de llorer. Al centre de la composició hi tornem a trobar elements que ens remeten al contingut del setmanari: llibres, paletes de pintor, una ploma, un tinter, etc. |
|  | Aquest és el logotip que va emprar la revista "La Ilustración Ibérica" només per a l'exemplar (num.64) publicat a (Barcelona, 22 de març de 1884). En ell observem una sèrie d'elements que ens emmarquen un òcul on hi apareixen diferents arquitectures, de les quals distingim una torre medieval, una façana d'una arquitectura gòtica, una cúpula que ens recorda a la de l'Escorial de Madrid, etc. L'emmarquen l'escut d'Espanya i el de Portugal. A banda hi trobem també elements que ens recorden a l'art clàssic de Grècia i Roma; paletes de pintor, pinzells, una taula de pintures a l'oli, dissolvents, fotografies, quadres; i fins i tot a la part superir dreta observem tres lloms de llibre on hi apareixen els noms de: Calderón, Camoens i de Cervantes. |
|  | És el logotip que utilitzarà el setmanari des de la revista (num. 419) publicada el (10 de gener de 1891) a Barcelona fins a la darrera publicació del setmanari. Observem a la "serifa" de les lletres unes filigranes que ens introdueixen en el modernisme més primitiu. Aquestes línies corbes tan típiques del modernisme català i que són d' origen francès són les anomenades coup de fouet o cop de fuet en català. Seguint la diagonal de lectura hi ha disposada una imatge del que podria ser una al·legoria a la història que sosté un llibre obert i que va acompanyada d'una àmfora grega, un capitell d'orde corinti, llibres, i una paleta de pintor. |

## Continguts

### Ideologia estètica
A través de La Ilustración Ibérica s'introdueixen a Catalunya, entre d'altres, dos corrents relacionats: el Prerafaelitisme i el Simbolisme.
El Prerafaelitisme va ser fundat el 1849 per William Holman Hunt, John Everett Millais, Dante Gabriel Rossetti i William Michael Rossetti, entre d'altres. El crític John Ruskin fou un gran defensor del grup.
L'elegància i el refinament d'aquest corrent anglès es reflecteix en els seus dibuixos, lluminosos i d'àmplia riquesa cromàtica. Abunden els temes al·legòrics, emotius i nostàlgics, els episodis bíblics i els paisatges de la vida quotidiana victoriana. Els prerafaelites creien en la creació artística i es rebel·laven contra la producció industrial. La seva literatura estava inspirada en el passat, en Shakespeare i en els poetes romàntics.
En La Ilustración Ibérica, la difusió del Prerafaelitisme es complementa amb la presència de gravats. Entre 1883 i 1896 apareixen dibuixos de Dante Gabriel Rossetti, John Everett Millais, Frank Dicksee i Edward Burne-Jones.
El quadre “Caballería” de Dicksee simbolitza el pas de la iconografia romàntica a la iconografia prerafaelita, mentre que “La ninfa de la Fuente” ens mostra l'interès i la fascinació del públic juvenil de l'època pels contes de fades. Burne-Jones, en la seva “Anunciación” imita la manera de pintar dels mestres italians del Trecento i Millais publica "Ophelia", un quadre que va generar molta polèmica. El motiu era que el rostre de la protagonista pertanyia a Elisabeth Siddal (promesa de Rossetti) que també es va suïcidar a causa del mal d'amor.
L'altre corrent, el Simbolisme va aparèixer a partir de 1886, amb el manifest de Jean Moréas.
Es caracteritza per la suggestió de les atmosferes (difuminació de contorns), l'egotisme, la malenconia, la recerca de paradisos artificials, l'atracció per la idealitat, el somni i el misteri. No té uns trets estilístics concrets. Més que descriure, suggereix i evoca estats d'ànim, anant més enllà del món real.
Expressa allò indescriptible a través de l'absència i del silenci, provocant una sensació de vaguetat.
L'any 1892, Raimon Casellas i Santiago Rusiñol van començar a introduir les idees del Simbolisme a través de La Vanguardia.
El 1893, el Simbolisme s'introdueix de manera oficial a Catalunya, gràcies a la renovació estètica del Modernisme, amb la representació de La Intrusa de Maeterlinck a les festes modernistes de Sitges. Aquest corrent, tant en art com en literatura, aplegarà diverses tendències: una d'idealista i una de decadent.
La poesia del Simbolisme català és pura i de vers lliure. Els poemes són evocatius i replets de figures suggestives i el teatre reprodueix l'enfrontament entre l'artista i la societat. Entre els autors més destacats hi figuren Emili Guanyavents, Jaume Massó i Torrents, Adrià Gual, Joaquim Ruyra, Santiago Rusiñol i Josep Maria Roviralta.
La pintura simbolista té afany de descobriment i de recerca. L'artista observa el món que l'envolta més enllà de la realitat i el representa a les seves obres. Els temes més rellevants són la femme fatale, el somni, la ciutat morta i les llegendes.
Encara que el Simbolisme s'introdueix de manera oficial el 1893, Alfredo Opisso ja se'n fa ressò a la revista publicant gravats de Gustave Moreau, Fernand Khnopff Auguste Rodin i Pierre Puvis de Chavannes.
També es fan homenatges als escriptors anglesos Edgar Allan Poe, Hart Crane i Oscar Wilde.
En algunes ocasions, tant el Simbolisme com el Prerafaelitisme van ser criticats pels seus distanciaments respecte a la realitat quotidiana i per les seves protestes contra l'ordre establert. Per exemple, Max Nordau pensava que la infecció de caràcter moral, polític i social que patia Europa es devia a la Revolució, al rebuig dels valors tradicionals i a l'escepticisme d'aquests grups. Ell els considerava "criminals, afectats pel mal de la bogeria moral".
El 1885, quan el Prerafaelitisme no era àmpliament conegut a Espanya, Francisco Giner de los Ríos va afirmar que els defectes d'aquell moviment eren la seva pretensió de reproduir arqueològicament la vida medieval i d'imitar els pintors italians anteriors a Rafael. Segons Giner, el resultat era "una falsedad inevitable, una suplencia de una realidad que ya no se puede evocar ante los ojos; falsedad que se reconocerá tanto más cuanto mayor sea el conocimiento que el público vaya teniendo de la historia".

### Estructura general de la revista
La Ilustración Ibérica va ser una revista oberta a les innovacions estètiques de la seva època.
Les revistes dels anys 1883-1886 tenen més contingut literari i científic que artístic. La secció històrica menciona homes importants (Don Benito Juárez, Napoleó, Don Alfonso XII) i aporta informació sobre esdeveniments destacats de l'època, com batalles, guerres o defuncions de persones rellevants. Durant la Pasqua, es dediquen uns quants exemplars de la revista a explicar la vida de Jesús.
L'apartat científic dona idees o consells sobre la prevenció de malalties com la tisis i el còlera.
En la secció d'art es mostra interès per la cultura del Sud d'Espanya, per les classes de pintura i música i per l'estètica de l'època: la decoració de les cases, la moda i el maquillatge.
En l'apartat de literatura es parla d'autors com Victor Hugo i Edgar Allan Poe i es publiquen fragments d'obres seves.
Els anys 1887-1890 contenen poca informació històrico-política i moltes dades sobre l'Exposició del 1889. La crítica artística reflecteix les dues tendències que impregnen la fi del segle: l'Idealisme i el Realisme. Aquesta època tracta sobretot de l'art europeu contemporani, ja que dedica més d'una tercera part de les seves pàgines als gravats i a les reproduccions de quadres d'artistes contemporanis. Aquests gravats mostren els avenços científics, els progressos tècnics i els canvis produïts en la indústria. Es tracten temes d'actualitat com política, moda, cultures, pintura, escultura, arquitectura, musica i literatura. També apareixen temes antics i mitològics, obres d'estil neoclàssic i il·lustracions de Grècia i de Roma. A partir d'Abril de 1889, la revista comença a publicar anuncis.
Els exemplars dels anys 1891-1894 són més complets i variats i presenten més imatges històriques que els anys anteriors, relacionades amb els textos publicats. Hi ha molta presència de poesies i novel·les, de fets històrics i d'articles sobre Art Modern espanyol i Belles Arts. Durant aquesta època es publiquen temes mai tractats fins aleshores, com la invenció del primer sintetitzador (dinamòfon), la crisi econòmica, el dèficit de capital, la gent de classe més baixa, la higiene personal, el descobriment d'Amèrica, les cultures indígenes, africanes i asiàtiques, els tatuatges i la pintura corporal. Hi ha propaganda tant enmig com al final de la revista i alguns anuncis apareixen en forma de poesia.
Al llarg dels anys 1895-1898 s'escriu més sobre Història i Art i menys sobre Ciència. El primer article de cada publicació tracta del folklore artístic-escènic del moment, incloent fotografies de ballarines espanyoles i danses grecoromanes. La secció “Revista científica” desapareix. Ara es posa l'accent en filosofia, poesia, notícies històriques, escriptors i esdeveniments literaris. S'escriu per primer cop sobre els Jocs Olímpics i sobre catàstrofes naturals (el tornado de París, l'incendi de Gràcia a Barcelona). Els articles dedicats a parlar sobre guerres del moment i de tot el segle xix eclipsen en moltes edicions als articles d'art. Els lectors estan millor informats que mai amb les notícies d'actualitat. La publicitat ja no apareix enmig dels textos, sinó que té l'espai reservat únicament al final de cada revista.
La revista està estructurada en un màxim de 16 apartats. En tots els anys (1883-1898) l'estructura ha sigut la mateixa, amb els mateixos títols, però al llarg dels anys s'han incorporat molts cartells de publicitat.
1. Sumari.
2. Madrid: narració.
3. Lectures.
4. Dues imatges on cadascuna ocupa dues cares.
5. Croniques.
6. “Hoy/ Cosas del día” (article).
7. “Nuestros grabados”: petita descripció dels gravats que surten al número de la revista.
8. Il·lustració que ocupa dues cares de la revista.
9. “Libros”: article sobre els últims llibres publicats a la semana.
10. Article: Jacinto Labaila, estafeta del arte por Blanco Asenjo, A. Perez Sanchez, Alfredo Opisso.
11. Conte.
12. Croniques de l'art: Antonia Opisso, Alfredo Opisso.
13. Dues imatges que ocupen dues cares.
14. Poesia: Lino González, Angel Guimerà, Jacinto Labaila, Manuel Del Palacio.
15. Publicitat: la publicitat sorgeix amb el pas del temps i s'afegeix al final del número.
16. “Obras publicadas y ricamente encuadernadas”.

## Taula dels articles i gravats destacats
A continuació hi ha una taula on resumeix tots els articles més rellevants, acompanyats dels gravats, del semanari de La Ilustración Ibérica destacant els que correspon a Catalunya i Barcelona, internacionals i del moviment modernista de l'època.
| Anys | Articles més rellevants | Gravats destacats |
| ---- | --- | --- |
| 1883 | - La ninfa de la Fuente - Orígenes orgánicos del arte signat per Teófilo de Braga. - Darwin y la Celestina, signat per Alfredo Opisso. | - En general presenta unes il·lustracions relacionades amb els textos que es publiquen. Mostren cert interés per la cultura del sud de la península, amb les mantilles, les gitanes i també pel tema de la doctrina de l'art. |
| 1884 | - Las Bellas Artes y las Artes Industriales signat per Carlos Mendoza - Els números de Setmana Santa destaquen per estar dedicats íntegrament amb gravats que il·lustren i expliquen fragments de la Passió de Crist. | - Grabado de la Catedral de Palma de Mallorca - Hi ha molts gravats de la Guerra de Cuba que ocupen les pàgines centrals del volum |
| 1885 | - “Bibliografía”, alaba las obras de Jacint Verdaguer - Fernand Khnopff - Exposición de Bellas Artes, organitzada pel centre d' aquarelistes de Barcelona en el Museu Martorell. - Exposición aragonesa de 1885 dedicada a las Ciencias, las Artes y la Industria - Gustave Moreau - Exposición de Bellas Artes de Valencia | - Escenas de la Revolución Francesa - Interior de la mezquita de Córdoba - Anfiteatro de Pompeya - La Madonna Sixtina, cuadro de Rafael, galería de Dresde - La cabeza de Orfeo, cuadro de Gustave Moreau - David, cuadro de Gustave Moreau - Jean-Paul Laurens, busto en bronce por Auguste Rodin - Inundación de Barcelona el 25 de Septiembre - Edgar Allan Poe: Histories extraordinàries: El gato negro,                                             |
| 1886 | - Exposición aragonesa de 1885. - El realismo y la literatura contemporánea per Rafael Altamira. - Las bellas artes en Barcelona: exposición -Galofre en el salón Parés, per Alfredo Opisso. | - Victor Hugo - Homenaje a Victor Hugo en la ciudad de Paris per Pierre Puvis de Chavannes - Augusto Rodin - Grabado de la Universidad de Barcelona |
| 1887 | - Exposición Nacional de Bellas Artes de 1887 “En alta mar” - Exposición universal de Barcelona: “el 8 de abril de 1888, Barcelona inaugurará la primera Exposición Universal que se habrá celebrado en el país”. “El llamado Gran Palacio de la Industria, que en forma de abanico se estaba construyendo, se terminará introduciendo en su construcción algunas reformas” publicat per Antonia Opisso. - Exposición Marítima de Cádiz, que adjunta un plano de emplazamiento de las obras.                                                | - El coliseo con el Arco de Constantino - La columna de Trajano - Arco de Tito - La nieve de Barcelona (la cascada del parc, el passeig de gràcia, passeig de colón…) - Retrato de Van Dyck por él mismo - La nueva fachada de la catedral de Floréncia |
| 1888 | - La escultura, desde los orígenes de la reconquista al siglo X. - Londres: Las escuelas de la Real Academia de Bellas Artes: con grabados: el cancerbero, clase superior, un rato de palique en el corredor largo, clase de modelado para HOMBRES, acompañado de poesías y explicaciones. - Impresiones de la Exposición Universal de Barcelona : La instalación japonesa, per Carlos Mendoza. - La actriz inglesa Mary Anderson en el papel de Hermione, en la comedia de Shakespeare “El cuento de invierno”.                            | - Numero dedicat al Vaticà: Portada: la Capilla Sixtina i Biblioteca vaticana - Doña Maria Álvarez Tubau de Palencia, per Joan Miró i Ferrà. - Esculturas de Augusto Rodin - Barcelona: inauguración del monumento a Colón, per J. Serra Pausas. |
| 1889 | - Exposición Universal de Paris | - Monasterio de Poblet (Tarragona)El Claustro. - El puente del diablo, Tarragona. - Paisaje inglés de Constable. - Exposición: Palacio de las artes liberales. - Barcelona: Plaza Catalunya en Proyecto |
| 1890 | - La exposición Nacional de Bellas Artes de 1890: historia y costumbres. - La inauguración de la Estatua de Manuel Cabanyes. | - Any on hi ha molts gravats policromats. - La piedad de Miquel Àngel. - El entierro de Cristo, por Ticià. - La Alhambra. |
| 1891 | - Iglesias románicas de León y Astúrias. - La exposición del círculo de Bellas Artes por Francisco Alcántara. - El retrato en la última exposición nacional de bellas artes. | - La escuela Verga y Moderna en pintura y escultura. - La pintura francesa contemporánea. - Fachada de la Catedral de Tarragona. |
| 1892 | - Wolfgang Amadeus Mozart. - Exposición Nacional de Industrias Artísticas de Barcelona. - Monasterio de Montserrat, publicat per Antonia Opisso. - Monumento a Cristóbal Colón en Barcelona. - Los conciertos de la sociedad catalana, publicat per Alfredo Opisso. - Exposición Internacional de 1892: la pintura histórica y la pintura religiosa. - Exposición Internacional de 1892: cuadros de costumbres. - Exposición Internacional de 1892: paisaje, marinas, interiores.                                                           | - El castillo de Hostalrich en Girona. - Las huelgas de Barcelona. - Felipe IV, quadre de Velázquez. - Exposición de Bellas Artes en Sant Feliu de Guíxols. - La Virgen del Rosario, quadre de Murillo. - El monumento a Colón en Barcelona. - César Borgia, retratat per Raffaello Sanzio. - La Cena, alt relleu de Leonardo da Vinci |
| 1893 | - La muerte de Zorrilla, recuerdos y consideraciones - Exposición Universal de Chicago: el Auditorium - Exposición de Arte Retrospectivo Español signat per Bernardino Martín Mínguez - La Catedral de Tarragona signat per Antonia Opisso - ''Nihilismo'' signat per Felipe Rizzo y Almela - Horrendo atentado en el Gran Teatro del Liceo de Barcelona | - El entierro de José Zorrilla y Moral - Reus: Estatua del General Prim, en el monumento levantado en honor del héroe - Retrato de Sarah Bernardht en Cleopatra - La catástrofe del Liceo: explosión de una bomba en la platea, durante la representación de Guillermo Tell |
| 1894 | - Marià Fortuny i Marsal y Rosales - Las Bellas Artes en Barcelona: “hemos recibido el magnífico cartel anunciador de la exposición general de bellas artes que se celebrará en Barcelona desde el 23 de abril a fines de junio de 1894. Es obra que hace honor a sus autores y a la casa Henrich, donde ha sido impreso”. Autors més importants, ball de gala, concerts en el palau de bellas arts i clausura de l'exposició. Es conclueix en l'exposició: Miquel Blay ”els primers freds”. - Artículo sobre “las excavaciones en Delfos”. | - Ilustración de la exposición general de bellas artes de Barcelona: salón central del palacio de bellas artes donde está instalada la sección de escultura |
| 1895 | - Inauguración de la Biblioteca Arus de Barcelona. - Al levantar Jesucristo en la Cruz, per Lope de Vega. | - Esculturas decorativas. - La curación del paralítico de Rembrandt. - Los cartones de Rafael. - La Madona de Blenheim. |
| 1896 | - El Teatre Independent de Barcelona, escrit per Alfredo Opisso - La Exposición de Ginebra, sobre Belles Arts, Maquinària, Electricitat, Industria, Ciències y Agricultura - El arte egipcio - William Morris, sobre la seva vida i la seva obra - El diablo en el arte, la representación de la figura demoníaca a lo largo de la historia del arte - Sociedad catalana de conciertos: sesiones privadas de música de cámara, escrit per Alfredo Opisso                                                                                    | - Esculturas del pórtico de la Catedral de Chartres - El atentado anarquista en Barcelona - La Puerta del Juicio, catedral Notre Dame de Paris - Mausoleo de Gala Placídia, en Rávena - La Anunciación, quadre de Fra Angelico - La casa de Ticiano, vista exterior del hogar donde vivió el artista - Florista, quadre de Murillo |
| 1897 | - El centenario de Schubert en Viena - La Novena, crítica de las sinfonías Primera y Novena de Beethoven - Johannes Brahms, vida y obra del músic - La sociedad catalana de conciertos, Alfredo Opisso parla sobre Schubert, Mozart, Beethoven, Bach i Schumann - La Batalla de Waterloo, 82º aniversari del esdeveniment - Sentimiento artístico, assaig sobre pintura, musica, literatura y Belles Arts en general | - La cena mística, fresc de Fra Angélico de Fiésole, ubicat en el convent San Marcos de Venècia - El Bautismo de Jesús, quadre de Perugino - Inauguración del Puente de Waterloo (Londres) por Jorge IV, quadre de Constable - Barcelona: las torres de la Catedral - Autorretrato, aguafuerte de Rembrandt van Rijn - Roma: interior del Coliseo - La Dama de Elche: descubrimiento reciente del busto greco-fenicio - La Madonna, quadre de Ghirlandaio |
| 1898 | - Patriotismo. Artícle signat per A. Sánchez Pérez - El mito de Perseo y Andrómeda: Vasos pintados en el Museo del “Ermitage” de San Petersburgo | - E. Álvarez Dumont: Después de la corrida - Córdoba: la Romería de San Álvaro - Danza española - Exposición de Bellas Artes de Barcelona. El “Vernissage”. |